# Голицын, Иван Васильевич
Князь Иван Васильевич Голицын (? — 18 [28] мая 1626) — русский военный, государственный и политический деятель; голова, воевода, окольничий, видный боярин во времена правления Фёдора Ивановича, Бориса Годунова, Смутного времени и Михаила Фёдоровича.
Принадлежал к роду Голицыных: сын боярина В. Ю. Голицына, брат Василия и Андрея Голицыных.

## Биография
В 1591 году был в войсках против крымского хана и по отступлении татар от Москвы пожалован золотым. В 1592 году пожалован в окольничие. В 1597 году подавал вина за государевым столом при немецком после. В 1598 году голова и есаул в Государевом полку в походе к Серпухову в связи с крымской угрозой.  В 1589—1590 годах участвовал в войне со Швецией. В сентябре 1592 года был назначен командовать передовым полком в Новгороде. 
В августе 1599 года встречал первым на крыльце при представлении Государю шведского королевича Густава. В 1600 году первый воевода в Пскове.  В 1605 году первый воевода в Новгород-Северском, а после велено ему быть в полку боярина Мстиславского.
В 1605 году пожалован в бояре, вместе с П. Ф. Басмановым и своим братом Василием изменил Фёдору Борисовичу Годунову, будучи вторым воеводою под Кромами, перешёл на сторону самозванца Лжедмитрия I. при походе из под Кром к Москве являлся дворовым воеводою и определён шестнадцатым в Боярскую думу.  В 1606 году он оказался среди выборных, посланных к царице-инокине Марфе Нагой, чтобы она подтвердила, её ли сын царь Дмитрий (Лжедмитрий I), которого уже арестовали заговорщики во главе с боярами князьями В. И. Шуйским, В. В. Голицыным, и М. Татищевым. После его сообщения, что Марфа ответила, будто её сын убит в Угличе, сын боярский Григорий Валуев и убил Дмитрия. С мае 1606 года участвовал на свадьбе Лжедмитрия I и Марины Мнишек, сидел пятым в кривом столе. После убийства Лжедмитрия I, ему было поручено от царя Василия Шуйского наблюдать над содержанием под стражей Марины Мнишек с её отцом Ежи Мнишеком и другими видными поляками. В 1607 году первый воевода передового полка в походе под Тулу и по взятии города послан первым воеводою войск против бунтовщиков. В марте этого же года обедал у Государя. В январе 1608 года, при бракосочетании царя Василия Шуйского с княжной Буйносовой, сидел вторым за большим государевым столом. В 1610 году после пострижения Василия Шуйского был шестнадцатым в Боярской думе. 
В 1613 году участвовал в Земском соборе, подписал вторым грамоту от бояр на избрании царя Михаила Фёдоровича на российский престол. В 1615 году, во время похода царя на богомолье в Троице-Сергиев монастырь, оставался первым в столице для её охраны. В 1617 году обедал с Государём в селе Воздвиженском и в трапезах в Троице-Сергиевом и Симоновом монастырях. В 1622 году первый судья в Судно-Владимирском приказе.
В сентябре 1624 года, будучи главным судьёй Владимирского приказа, он был сослан непосредственно со свадьбы царя Михаила Фёдоровича с княжной Марией Долгоруковой, за «ослушание» (по местническому делу) в Пермь (по другим данным — в Вятку).
Умер в ссылке 18 мая 1626 года. Похоронен под папертью Троицкого собора в Троице-Сергиевой лавре, о чём свидетельствует надгробная надпись: "Боярин князь Иван Васильевич Голицын представился 134 (1626) года мая в 18 день".

## Семья
Жена Ульяна Ивановна вернула впоследствии себе высокое положение, в частности назначалась в 1672 году "мамой" к царевичу Петру I Алексеевичу.
По родословной росписи показан бездетным.